# L’Hospitalet de Llobregat (stacja kolejowa)
L’Hospitalet de Llobregat – stacja kolejowa w L’Hospitalet de Llobregat, w Katalonii, w Hiszpanii. Znajduje się tu 6 peronów.